# Vordere Kendlspitze
Die Vordere Kendlspitze, ein Berg mit einer Höhe von 3085 m ü. A., liegt in den Hohen Tauern in Österreich, nahe Kals und ist der südlichste Dreitausender der Granatspitzgruppe. Der Normalanstieg ist bei schneefreien und trockenen Verhältnissen relativ einfach zu begehen. Vom Gipfel, der mit einem bemerkenswerten Gipfelkreuz ausgestattet ist, kann man bei guten Wetterverhältnissen einen hervorragenden Ausblick nach Osten zum Großglockner und nach Westen in die Venedigergruppe genießen.

## Anstieg

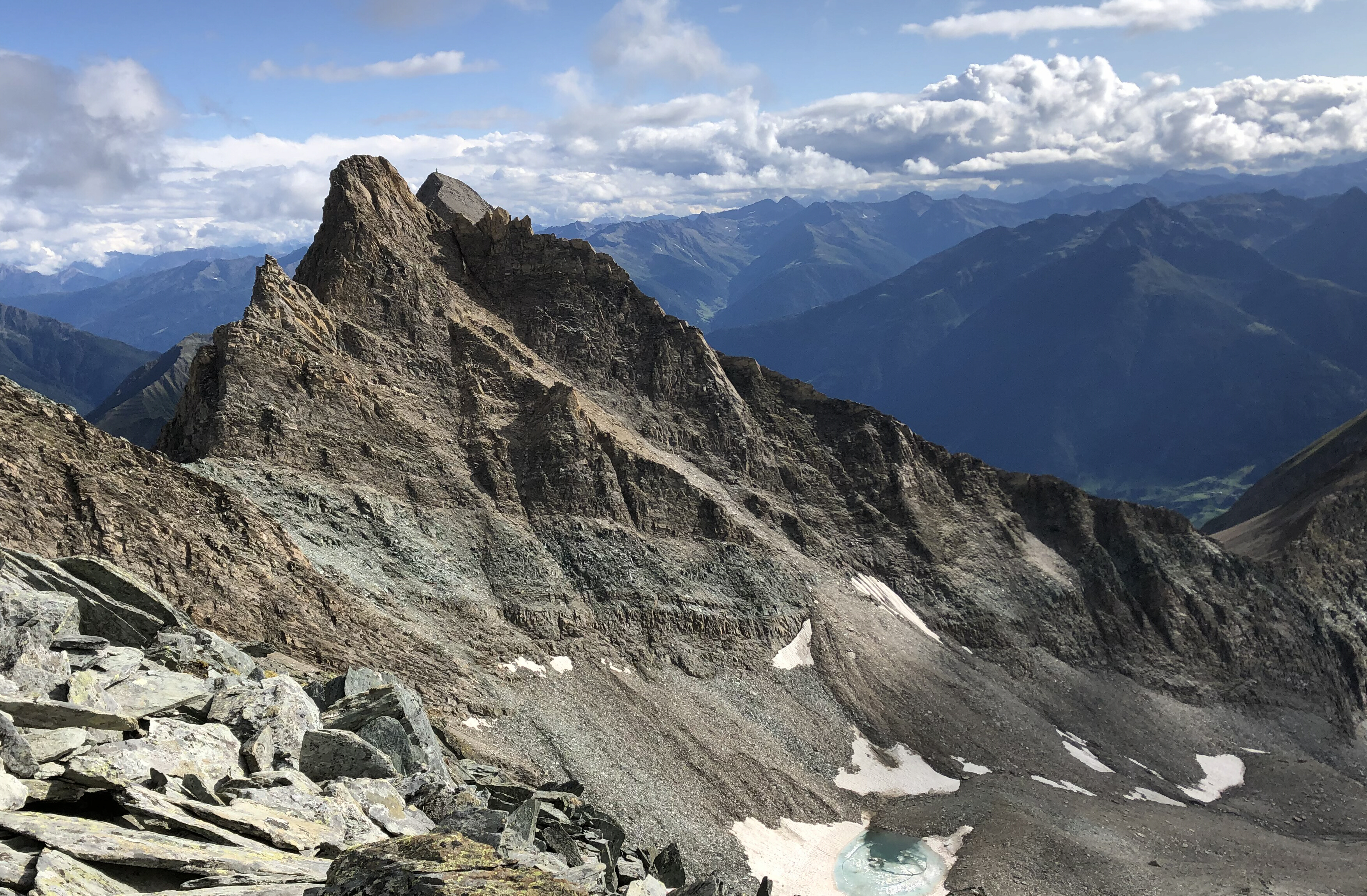
Hintere und Vordere Kendlspitze (von links nach rechts, gesehen vom Gradötz, rechts unten die Dürrenfeldscharte)

Der Normalanstieg (auch Saazer-Weg genannt) führt knapp südlich der Dürrenfeldscharte (2823 m ü. A.), zuerst in südöstlicher Richtung entlang der Westflanke der Hinteren Kendlspitze, dann steil nach Osten ansteigend, teils über loses Gestein in die Scharte zwischen Vorderer und Hinterer Kendlspitze. Auf dem nun beginnenden, nach Süden führenden, kurzen, felsigen Gipfelgrat, der anfangs Drahtseilversicherungen aufweist (Schwierigkeit I nach UIAA-Skala), gelangt man auf den höchsten Punkt. (Anstiegszeit von der Dürrenfeldscharte ca. 0,75 Stunden)
Die Dürrenfeldscharte bzw. den Beginn des Normalanstieges erreicht man am besten von Kals am Großglockner/Großdorf aus, mit den zwei Sektionen des Blauspitzliftes, von der Bergstation (ca. 2300 m) weiter über den Aussig-Teplitzer-Weg, das Hohe Tor und den Sudetendeutschen Höhenweg (Gehzeit ab Bergstation ca. 2½ Stunden). Als Stützpunkt für einen Anstieg bietet sich auch die Sudetendeutsche Hütte (2650 m ü. A.) an, von der man in ca. 1 Stunde die Dürrenfeldscharte erreichen kann.